# IV Concilio de Toledo

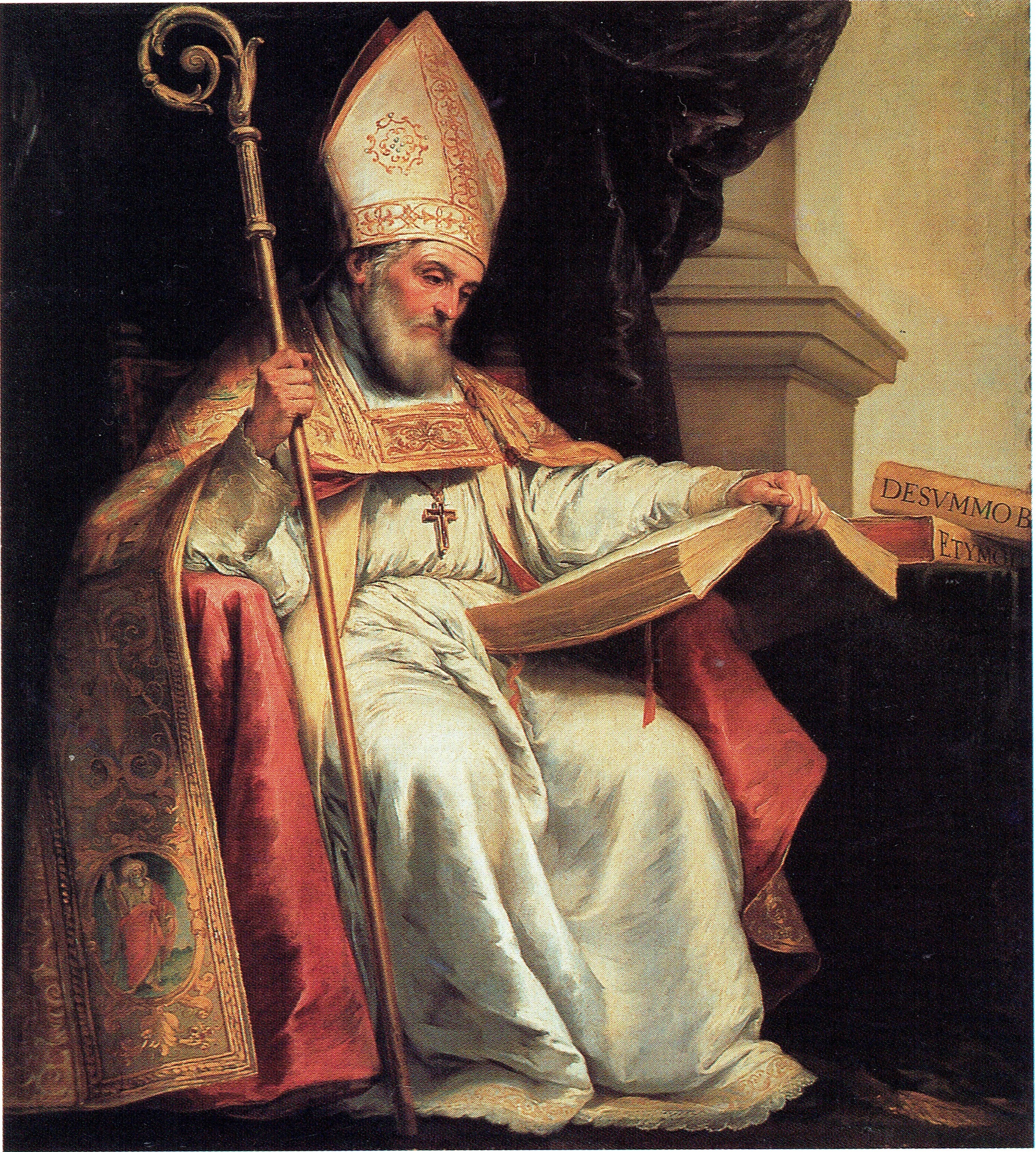
San Isidoro, arzobispo de Sevilla entre los años 600 y 636

El Cuarto Concilio de Toledo fue iniciado en Toledo el 5 de diciembre del 633, en presencia del rey Sisenando, y bajo la dirección del obispo de Sevilla, Isidoro. Se celebró en la iglesia de Santa Leocadia, construida por orden del anterior rey Suintila. Asistieron sesenta y nueve obispos. Parece que por primera vez asistieron a las sesiones algunos Viri Illustris pero no firmaron las actas y por tanto no debían tener voz ni voto. Parece que desde entonces su asistencia se convirtió en costumbre.
En la sesión se tomaron algunas decisiones sobre creencias religiosas, disciplina y administración de la Iglesia, sobre monjes y penitentes, sobre el trato a los judíos y sobre esclavos de la Iglesia, pero también hubo decisiones políticas. El derrocado rey Suintila fue calificado de criminal y se mencionó su iniquidad y su enriquecimiento a costa de los pobres. Su suerte fue decidida en el concilio. Geila también fue desterrado y sus bienes confiscados.

## Algunas disposiciones tomadas en el concilio
El canon 75 del IV Concilio de Toledo es considerado como la primera constitución escrita de la península (y probablemente, la primera de Europa) y tuvo tal importancia que el V Concilio de Toledo decretó que fuera leído dicho Canon al principio de sus sesiones y al principio de todas las sesiones de los siguientes concilios. Su contenido era: 
- A la muerte del rey su sucesor sería elegido por todos los magnates del reino y los obispos reunidos en un concilio común (monarquía electiva).
- Anatema para aquellos que vulneraran su juramento de fidelidad al rey, atentaran contra su vida o intentaran usurpar el trono.
- Sisenando se comprometía a gobernar con moderación, benevolencia, justicia y piedad sobre todos los pueblos.
- Condena para los clérigos que tomaran las armas contra el rey, a los cuales debería internarse en un monasterio para hacer penitencia.
- Finalmente el concilio se manifestó en contra de que los obispos formaran parte de los tribunales que condenaran a los rebeldes, pues no debían derramar la sangre ni tan siquiera de los traidores. Esta posición significaría un apoyo subjetivo a la rebelión e indicaría que el clero en general no era hostil a Suintila, ni muy favorable a Sisenando.
- Sisenando efectuó diversas concesiones al clero: derecho a examinar previamente las reclamaciones, vigilancia de nobles y jueces y exención de impuestos a los clérigos.

## Disposiciones religiosas del Concilio
- El IV Concilio de Toledo aprobó setenta y cinco cánones. Cuarenta y ocho sobre creencias religiosas,  disciplina y administración de la Iglesia, ocho sobre monjes y penitentes, diez sobre los judíos, ocho sobre esclavos de la Iglesia manumitidos (el canon 75 ya comentado, fue de tipo político).
- No podía ser consagrada obispo la persona que hubiera sido culpable de un delito, hubiera sido hereje (bautizado o rebautizado), estuviera casado dos veces, hubiera tenido una amante o se hubiera casado con una viuda. Tampoco podían serlo los esclavos, los funcionarios públicos y curiales, los iletrados y los menores de cuarenta años. La elección correspondía al clero y el pueblo de la diócesis, con aprobación del sufragáneo y del metropolitano (aunque a menudo el rey designaba a los obispos).
- Los derechos que el antiguo propietario continuaba teniendo sobre el esclavo que liberó (se convertía en su Patrono), pasan a ser eternos  en el caso de los esclavos de la Iglesia, pues según el canon  70,  “los libertos de la Iglesia, como que nunca muere su patrona, jamás se librarán de su patrocinio, ni tampoco su posteridad”. Si intentaran eludirlos podría, según el canon 71, anularse la manumisión.
- Se limita el que clérigos y obispos puedan liberar a los esclavos de la Iglesia. En el canon 67 se establece que “los clérigos que para compensación no trajeron nada propio á la Iglesia, teman esta divina sentencia, y no se atrevan para condenación suya á dar libertad á los siervos de la familia de la iglesia; pues que es cosa impía que aquellos que no aportaron nada de lo suyo á las iglesias de Cristo, las causen daño, enajenando sus derechos. Semejantes libertos serán reclamados por el obispo sucesor, y sin oposición alguna adjudicados al derecho de la iglesia; porque no fue la equidad quien les manumitió, sino la maldad”.  Regulando este principio, en el canon 68 establece que el obispo que quiera liberar un esclavo de la iglesia, sin reservarse los derechos del Patrocinio eclesiástico, deberá ofrecer “á los sacerdotes que suscriban por vía de permuta dos esclavos del mismo mérito”. Según el canon 69  a los sacerdotes les será  “lícito manumitir algunos siervos de la misma iglesia en recompensa de lo que aportaron”, pero permaneciendo “con su peculio y posteridad bajo el patrocinio de la iglesia.”
- Desde el año 633 (IV Concilio de Toledo) se permitió a algunos esclavos eclesiásticos ser elegidos para el diaconado y el sacerdocio pero debían ser manumitidos antes de su ordenación, renunciando el antiguo propietario al “derecho de obsequio” que como patrono podría tener sobre el liberto, pues según el Canon 74 “no les será lícito transmitir nada en adelante á personas extrañas”. Después de su muerte, sus bienes pasarían a la Iglesia “por quien fueron manumitidos”.
- Ser vendido como esclavo se contempla como castigo. En el canon 43 se dice que la mujer que esté “unida á los clérigos sea separada por el obispo y vendida, reduciendo á los clérigos por algún tiempo a la penitencia”
- Para combatir la práctica de que los obispos usurparan las dotaciones de las iglesias de su diócesis que habían sido construidas y equipadas por algunos fieles, se prohibió a los obispos que tomaran más de una tercera parte de los donativos, rentas e ingresos en especie de tales iglesias; si no lo cumplieran, los donantes o sus herederos podrían recurrir al sínodo provincial para que restituyera lo usurpado.
- Se prohibió que el cargo de ecónomo (Oeconomus), administrador de los bienes de una iglesia, fuera desempeñado por un laico.
- El concilio se ocupó de normalizar las ceremonias y fechas del bautismo y Viernes Santo; hizo lo mismo respecto a los sermones, ayuno y oraciones pertinentes. Se unificó la costumbre de la tonsura, que en Galicia era distinta de la de otras provincias. El libro del Apocalipsis fue declarado canónico, a pesar de que la medida contaba con cierta oposición.
- Se dieron varias normativas a los clérigos y subdiáconos, relacionadas con usos y costumbres anteriores y se ordenó la vinculación del sacerdote a la diócesis en la que había sido ordenado, y como un colono quedaba vinculado a la tierra que cultivaba.
- Las leyes contra los judíos fueron en general bastante duras, especialmente para los que “antes fueron á la fuerza convertidos á la cristiandad, como se hizo en tiempos del religiosisimo Sisebuto” (canon 57). En el canon 60 se establece “que los hijos e hijas de los judíos, con objeto de que no sean en adelante envueltos en el error de sus padres, sean separados de su compañía y entregados à un monasterio ó a hombres o mujeres cristianos que teman a Dios” (canon 60) y en el canon 63 se fuerza la separación de aquellos matrimonios entre cristianos y judíos en los que el cónyuge judío no se convierta.  Hubo un amplio debate y varias modificaciones respecto a los anteriores concilios. La prohibición de ejercer cargos públicos se extendió a los nacidos de padres judíos (canon 65). Además se confirmó la prohibición para los judíos de poseer, comprar o recibir como obsequio esclavos cristianos (canon 66). Incluso se promulgó un canon que establecía que aquel que ayudara a los judíos, fuera laico, sacerdote u obispo, sería excomulgado y recibiría el anatema (canon 58).

- Se confirmó que debía celebrarse un sínodo anual en cada provincia. Las reuniones de sínodos deberían celebrarse con tranquilidad, sin alborotos del clero, interrupciones de discursos, tumultos, charlas frívolas, risas o gritos ruidosos, y se decidió que se castigaría a los que no cumplieran estas indicaciones con la pena de expulsión de la reunión y excomunión por tres días.